# Berberodes auriconcha
Berberodes auriconcha är en fjärilsart som beskrevs av Thierry-mieg 1910. Berberodes auriconcha ingår i släktet Berberodes och familjen mätare. Inga underarter finns listade i Catalogue of Life.